# Marie Shllaku
Marie Shllaku (ur. 22 października 1922 w Szkodrze, zm. 25 listopada 1946 w Prizrenie) – albańska działaczka narodowa, filozof i polityk.

## Życiorys
Pochodziła z rodziny katolickiej z północy Albanii, była córką Marka Simona i Dile Shllaku. Ukończyła szkołę prowadzoną przez Siostry Stygmatyczki w Szkodrze. W czasie włoskiej okupacji Albanii studiowała filozofię na uniwersytecie Sapienza w Rzymie. W 1942 przerwała studia z powodów ekonomicznych i powróciła do Albanii. Znajomość sześciu języków zdecydowała o tym, że mimo młodego wieku otrzymała pracę w ministerstwie transportu, a następnie w resorcie finansów. W listopadzie 1942 została skierowana do Prizrenu, jako inspektor ministerialny. Po kapitulacji Włoch we wrześniu 1943, wspólnie z Bernardem Llupim i Ymerem Berishą utworzyła organizację Besa Kombētare, która miała działać na rzecz utrzymania jedności Albanii i Kosowa. Od listopada 1943 pracowała w Tiranie jako sekretarka ministra spraw wewnętrznych Xhafera Devy, w maju 1944 została zwolniona z powodów politycznych. Aresztowana przez Niemców we wrześniu 1944, wkrótce została uwolniona. W tym samym czasie związała się z Albańską Organizacją Narodowo-Demokratyczną (NDSh), w 1945 była przedstawicielką tej organizacji w Skenderaju.
W sierpniu 1945 wraz z Shabanem Polluzhą i Ymerem Berishą brała udział w tworzeniu struktury centralnej antyserbskiego ruchu oporu w Kosowie (Kuvendi i Doberdolit). Shllaku walczyła pod komendą Uke Sadiku w jednym z oddziałów stworzonych przez albańskich separatystów, biorąc udział w bitwie o Siçevo (wrzesień 1945), w której została ciężko ranna.
Pod koniec 1945 została aresztowana we wsi Açarevo przez jugosłowiańską służbę bezpieczeństwa, wraz z 27 członkami NDSh. Po kilku miesiącach przesłuchań 29 czerwca 1946 stanęła przed sądem wojskowym w Prizrenie, wraz z grupą współpracowników Ymera Berishy. 15 lipca została skazana na karę śmierci, a 25 listopada, mając zaledwie 23 lata stanęła przed plutonem egzekucyjnym. Miejsce jej pochówku nie jest znane.
Imię Marie Shllaku noszą ulice w Szkodrze, Gnjilane i w Mitrowicy.